# 高崎インターチェンジ

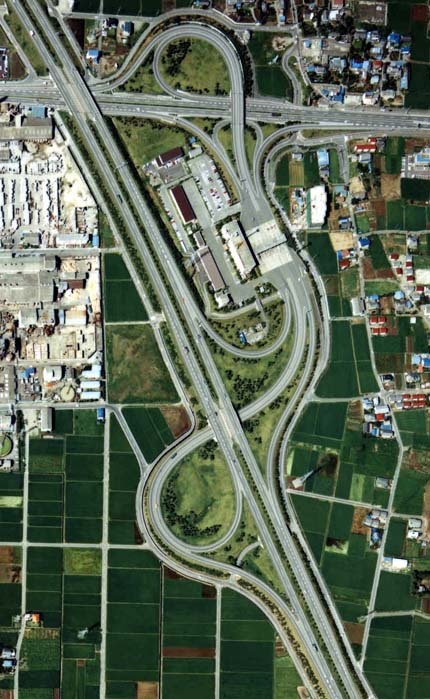
高崎インターチェンジ空撮

高崎インターチェンジ（たかさきインターチェンジ）は、群馬県高崎市島野町にある関越自動車道のインターチェンジである。
東日本高速道路関東支社高崎管理事務所が併設されている。
周辺には、大規模な工業団地が広がっている。

## 道路
- E17 関越自動車道（10番）
- 接続する道路：群馬県道27号高崎駒形線

## 料金所
- ブース数：9

### 入口
- ブース数：3
  - ETC専用：2
  - 一般：1

### 出口
- ブース数：6
  - ETC専用：2
  - ETC・一般：2
  - 一般：2

## 歴史
- 1980年（昭和55年）7月17日 : 開通。

## 周辺
- 高崎駅
- 高崎白衣大観音
- 少林山達磨寺
- 利根川
- 群馬県警察高速道路交通警察隊本隊(高崎インターチェンジに併設)

## 隣
E17 関越自動車道
(9)藤岡JCT- (9-1)高崎玉村SIC - (9-2)高崎JCT - (10)高崎IC - (11)前橋IC